# Panzer (banda española)
Panzer es un grupo de heavy metal español formado en Madrid en 1981.
Es uno de los máximos exponentes del heavy metal español de los años 80, junto a Ángeles del Infierno, Barón Rojo, Ñu, Sobredosis, Tritón, Obús y Santa.

## Historia
Panzer se forma tras dos años con Magerit (1979-1981): en los teclados, José Segura Barrionuevo, en la percusión Rafael Ramos Vázquez (Colores) y el vocalista, Carlos Pina Pascual. Deciden tomar caminos diferentes, y junto al bajista Fernando Díaz-Valdés (Trilogía) forman Panzer. Finalmente, el último incorporado sería Juan Leal Fernández que había tocado en directo con Carlos Pina en Speed ( grupo formado por Carlos Delgado,  batería. Manolo Velázquez, teclados, Rafa Morón , bajo, Carlos Pina, voz, y Juan Leal, guitarra) desde 1975.    
Juan Leal se incorpora al grupo para grabar las primeras  maquetas en el estudio de Félix Arribas, batería de Pekenikes. Tras quedar ganadores del festival Villa de San Blas, firman con Zafiro, Chapa para cinco álbumes. Llegaron a grabarse para el sello, cuatro. Pasan a formar parte de la oficina de mánager de Javier Gálvez, Centro Rock. Firma que representaba a Barón Rojo, Obús, Ñu, Medina Azahara, Mazo...etc.   
Comienzan a sonar en radios, DiscoCross_ Mariano García, en La emisión Pirata, Basarock en Cadena Rato, Getafe 
*Comienzos;    Al Pie del Cañón. Luis Soler en representación del sello. Grabado en los estudios Escorpio de Luis Cobos, bajo los mandos técnicos y producción de Tino Azores.  Marzo de 1982, el álbum se masteriza en Londres y la banda sube a la cabecera de los grupos de hard rock españoles. El tema "Perro viejo" se convierte en uno de los himnos del rock nacional. El segundo álbum, Sálvese quien pueda, esta grabado en los estudios Eurosonic con la producción técnica  de Bob Broglia, encargado del estudio de Ian Gillan y productor también de Rosendo Mercado, etc. Jesús Díaz Calvo, entra en la formación como guitarrista y refuerza el sonido de guitarra.  Jose Segura deja el grupo.. Toca Madera, es el titulo del tercer álbum, llevado a cabo en Mediterraneo Studios, Dennis Herman es quien toman las riendas de producción. *Caballeros de Sangre será el cuarto álbum, grabado también en Ibiza en Mediterraneo Estudios con las guitarras de José Antonio Casal.    La producción y realización técnica a cargo de Dennis Herman. Y las relaciones públicas de Vivente Romero, Mariskal como responsable del sello.
Los álbumes se editan en México y Venezuela, entre otros lugares. En Inglaterra y en el resto de Europa a través del sello belga Mausoleum , haciendo lo propio con los discos Metalmorfosis de Barón Rojo y El que más de Obús.
De las canciones más destacables de Panzer  "Galones de plástico", letra escrita junto al poeta underground Jaime Noguerol. También destaca la que sería una pieza histórica la balada "Junto a ti. El Dios del Rock, Tú Mismo?. Fuego Prohibido, etc...
Para la grabación en los Estudios Mediterráneo de Ibiza del disco Toca madera (1985), el grupo queda en cuarteto al abandonar el grupo Juan Leal. Graban el disco tan solo en una semana, contando con la producción de nuevo del ingeniero y bajista norteamericano Dennis Herman.  
J.P. Ordúñez (El Pirata) colabora en la letra del tema que da título al álbum a petición de la discográfica.  El grupo sube de audiencia, tras su aparición en programas de televisión como Un Dos Tres, Tocata, A Tope, La bola de cristal... 
Tras cuatro álbumes, piden la carta de libertad, y deciden la grabación de un disco en directo con el sello que había creado Javier Gálvez, y el 27 de junio de 1987 Panzer graba Sábado negro en el Anfiteatro Egaleo de Leganés (Madrid) con dos nuevos guitarras, Alfonso Samos Luna y Pepe Rubio (ex Bella Bestia). 
En 2006 reaparecen en directo impulsados por el guitarrista Migue Ángel "Cachorro" López Escamez (Harakiri, Coz, Bella Bestia). En 2009 se graba ante su audiencia más fiel también en El Egaleo de Leganés, el primer DVD oficial. De infierno a Infinito. Tres horas de música en directo. Grabación masterizada por Jorge Escobedo (Sober), con imágenes rodadas por el director de cine Samuel Alarcón. El grupo continua en activo y reaparecen varios años  tocando en el festival Leyendas.   
En 2017 Carlos Pina edita dos temas nuevos bajo el nombre de su nuevo proyecto .P.I.N.A.  junto a Miguel (cachorro) y Ángel, Anhell Studios. Inmortal y Dame Color. En 2018 fallece Juan Leal Fernández víctima de un aneurisma del cual no llega a recuperarse.  Meses más tarde en 2019 fallece Luis Soler y posteriormente también un gran amigo del grupo José Antonio Manzano_Banzai.   
En 2021 se comervializa en el mes de marzo el debut en solitario de Carlos Pina . P.I.N.A.  El Poder interior No Abandona.   
El 22 de octubre de 2021 tras la pandemia PANZER reaparecen en la Sala Caracol de Madrid con todo el aforo vendido. En 2022 son invitados de Barón Rojo para sus conciertos de despedida El Último Vuelo en Bilbao 21 de mayo y Barcelona 28 de mayo, ambos con el cartel de todo vendido.  

## Discografía
- 1982 - Al pie del cañón.
- 1983 - Sálvese quien pueda.
- 1985 - Toca madera.
- 1986 - Caballeros de sangre.
- 1987 - Sábado negro [en directo].
- 2010 - De Infierno a infinito [DVD en directo].